# 2MASS J05431887+6422528
2MASS J05431887+6422528 ist ein Brauner Zwerg im Sternbild Giraffe. Er wurde 2008 von I. Neill Reid et al. entdeckt. Er gehört der Spektralklasse L1 an.